# Yeha
Yeha (en ge'ez Yiḥa, 𐩥𐩢 ḤW; en l'alfabet àrab meridional: 𐩺𐩢𐩱 Yḥʾ) és una ciutat de la zona central del nord de la regió de Tigre d'Etiòpia. Degué ser la capital del regne pre-Aksumita de D'mt.

## Arqueologia

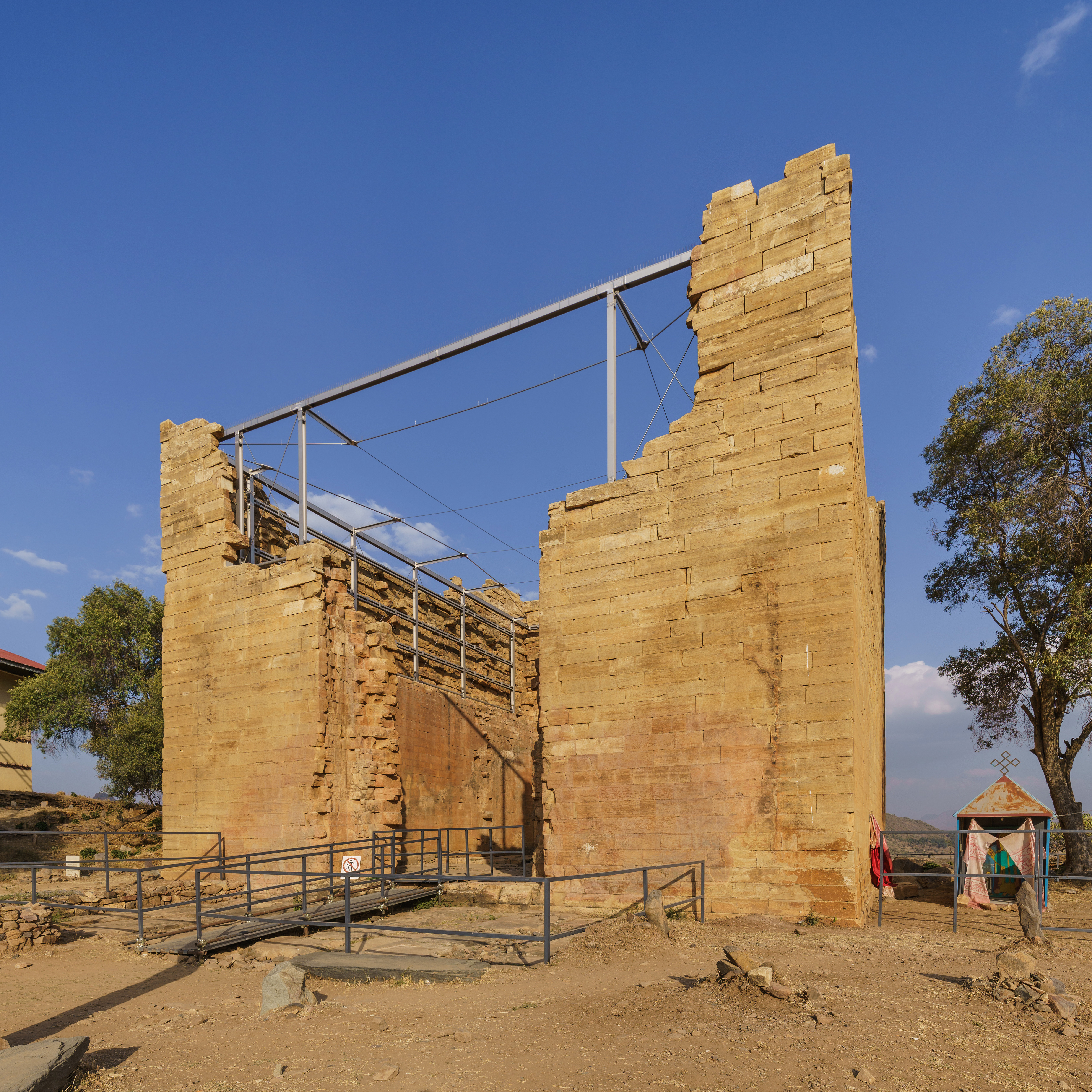
Ruïnes del gran Temple de Yeha

El Temple de Yeha és l'edifici més antic d'Etiòpia. Consta d'una torre construïda a l'estil sabeu que data, per comparança amb estructures antigues d'Aràbia del Sud, del voltant del 700 abans de la nostra era. Tot i que no se n'ha fet cap datació per radiocarboni, la data proposada encaixa amb les inscripcions preservades. David Phillipson atribueix la seua "excel·lent preservació" a dos factors: "la cura amb què els constructors van assegurar uns fonaments anivellats sobre el llit de roca desigual, i la reutilització -potser ja al segle VI - com a església cristiana." Altres dos llocs arqueològics de Yeha és Grat Beal Gebri, unes ruïnes amb un pòrtic de 10 metres d'ample i dues sèries de pilars quadrats; i un cementeri amb tombes excavades en la roca que van ser estudiades a la primeria de la dècada dels 1960. S'ha especulat que les tombes contenen un enterrament reial, mentre d'altres creuen que l'àrea residencial antiga probablement podria ser a un quilòmetre a l'est del poble actual.

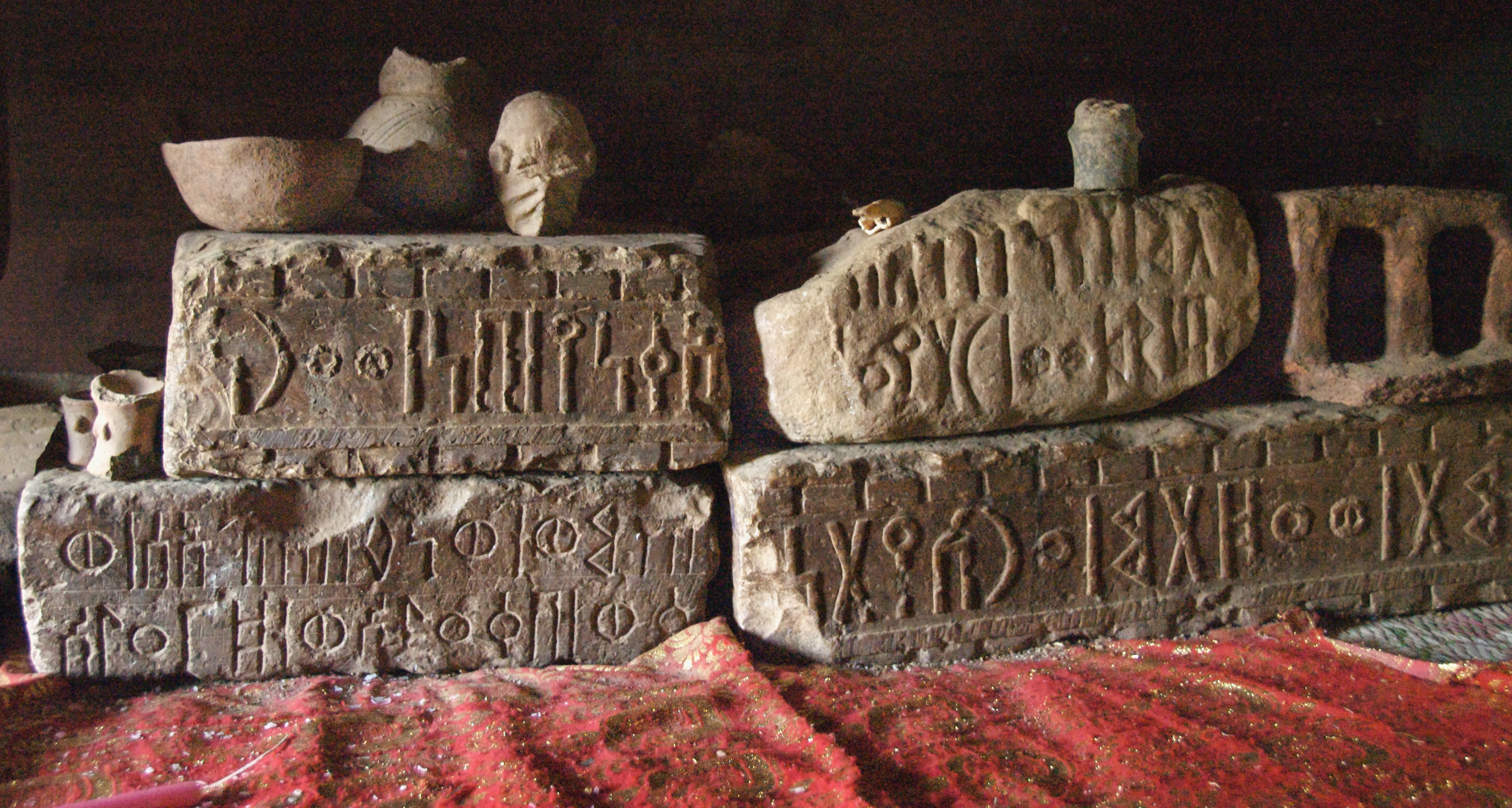
Lloses antigues amb inscripcions sabees trobades a Yeha

A més a més, a Yeha hi ha un monestir de l'Església ortodoxa d'Etiòpia. L'edifici, segons la tradició, va ser fundat per Abba Aftse, un dels Nou Sants. En la seua crònica sobre Etiòpia, Francisco Álvares esmenta una visita a aquesta ciutat el 1520 (a la qual anomena "Abbafacem") i en dona una descripció de la torre antiga, el monestir i l'església. Aquesta església devia ser el Gran Temple o una altra església que no es conserva però que fou descrita per la Deutsche Aksum Expedition a la primeria del segle xx. (L'estructura actual, amb característiques arquitectòniques aksumites, fou construïda entre el 1948 i el 1949.)

El jaciment va ser explorat breument al febrer del 1893 per l'antiquari britànic Theodore Bent i la seua dona Mabel Dobló. Yeha també ha estat des del 1952 objecte de moltes excavacions arqueològiques de l'Institut Etiòpic d'Arqueologia. Tot i que les van interrompre durant el règim militar Derg, les excavacions les va reprendre al 1993 un equip arqueològic francés.